# V (álbum de Live)
| Críticas profissionais | Críticas profissionais |
| Pontuações agregadas   | Pontuações agregadas   |
| Fonte                  | Avaliação              |
| ---------------------- | ---------------------- |
| Metacritic             | 60/100                 |
| Avaliações da crítica  |                        |
| Fonte                  | Avaliação              |
| AllMusic               | [ 2 ]                  |
| Blender                | [ 1 ]                  |
| Entertainment Weekly   | C+                     |
| Q                      | [ 1 ]                  |
| Rolling Stone          | [ 4 ]                  |
| Spin                   | (5/10)                 |

V é o quinto álbum da banda Live, lançado em 2001. No álbum inclui os singles "Simple Creed" e "Overcome". A coleção de músicas do álbum V não estavam destinadas a serem lançadas como parte de um álbum, as canções foram originalmente compostas para serem lançadas para os fãs em uma coletânea chamada "Ecstatic Fanatic". V só alcançou a posição 22 na parada de álbuns nos Estados Unidos e não conseguiu atingir o disco de ouro, apesar de ter recebido críticas razoavelmente positivas.

## Faixas
| N.º            | Título                              | Letras                  | Duração |  |
| 1.             | "Intro"                             | Ed Kowalczyk            | 0:37    |  |
| 2.             | "Simple Creed"                      | Kowalczyk, Tricky       | 3:24    |  |
| 3.             | "Deep Enough"                       | Ed Kowalczyk            | 3:19    |  |
| 4.             | "Like a Soldier"                    | Ed Kowalczyk            | 3:12    |  |
| 5.             | "People Like You"                   | Ed Kowalczyk            | 3:17    |  |
| 6.             | "Transmit Your Love"                | Ed Kowalczyk            | 4:35    |  |
| 7.             | "Forever May Not Be Long Enough"    | Kowalczyk, Glen Ballard | 4:22    |  |
| 8.             | "Call Me a Fool"                    | Ed Kowalczyk            | 2:38    |  |
| 9.             | "Flow"                              | Ed Kowalczyk            | 3:30    |  |
| 10.            | "The Ride"                          | Ed Kowalczyk            | 3:54    |  |
| 11.            | "Nobody Knows"                      | Ed Kowalczyk            | 4:26    |  |
| 12.            | "OK?"                               | Ed Kowalczyk            | 4:22    |  |
| 13.            | "Overcome"                          | Ed Kowalczyk            | 4:16    |  |
| 14.            | "Hero of Love"                      | Ed Kowalczyk            | 5:12    |  |
| 15.            | "Deep Enough" (remix, faixa bônus)" | Ed Kowalczyk            | 3:11    |  |
| Duração total: | Duração total:                      | Duração total:          | 52:31   |  |

## Tabelas musicais

### Álbum
| Parada                          | Melhor posição | Ref   |
| ------------------------------- | -------------- | ----- |
| Australian Albums Chart         | 1              | [ 6 ] |
| Austrian Albums Chart           | 24             | [ 6 ] |
| Belgian (Flanders) Albums Chart | 2              | [ 6 ] |
| Canadian Albums Chart           | 5              | [ 7 ] |
| Danish Albums Chart             | 22             | [ 6 ] |
| Dutch Albums Chart              | 1              | [ 6 ] |
| Finnish Albums Chart            | 23             | [ 6 ] |
| German Albums Chart             | 17             | [ 8 ] |
| New Zealand Albums Chart        | 1              | [ 6 ] |
| Norwegian Albums Chart          | 1              | [ 6 ] |
| Swedish Albums Chart            | 6              | [ 6 ] |
| Swiss Albums Chart              | 37             | [ 6 ] |
| UK Albums Chart                 | 80             | [ 9 ] |
| US Billboard 200                | 22             | [ 7 ] |

### Singles
| "Simple Creed"                   | 18 | 43 | — | 18 |
| "Overcome"                       | 30 | —  | 2 | 3  |
| "Forever May Not Be Long Enough" | —  | —  | — | 59 |